# Не примушуй себе. Альтернатива силі волі
Не примушуй себе. Альтернатива силі волі (англ. Willpower Doesn't Work: Discover the Hidden Keys to Success)  – книга американського письменника, доктора філософії в галузі промислової та організаційної психології Університету Клемсона (США) Бенджаміна Гарді. Вперше надрукована 6 березня 2018 року видавництвом «Hachette Books».  Українською мовою перекладена та опублікована в 2019 році видавництвом «Наш формат» (перекладач - Наталія Валевська).

## Огляд книги
Прагнучи якісно змінити власне життя, ми часто покладаємося на силу волі. Але що, коли ця думка хибна? І сили волі, як такої, не існує взагалі. Це не більше, чим наша небезпечна примха, що обов'язково приведе до невдачі? 
Замість того, щоб постійно та безрезультатно боротися з поганими звичками, автор пропонує змінити коло спілкування, оточити себе людьми, котрі будуть підтримувати ваші цілі. На його думку, змінивши власний ареал існування, ви зміните і свої думки, і погляди, і цінності, а це неодмінно сприятиме успіхові. Дана книга покаже і розкаже, як це зробити правильно.

## Основний зміст
Бенджамін Гарді доводить, що виховання є набагато сильнішим фактором досягнення цілей, аніж людська природа, та показує, як створювати й контролювати оточення, аби воно не створювало вам проблем та незручностей. 
Зокрема, автор розповідає:
- як прийняти найважливіші рішення у вашому житті, та чому ці рішення мають бути прийняті в конкретних умовах;
- як створити власне «священне» середовище, котре ізолює вас від загальнокультурних пагубних тенденцій;
- які інвестиції та як проводити з ціллю покращення комунікативного середовища й мислення;
- як наблизитись до найуспішніших людей світу, швидше пристосувати до себе власні знання й навички;
- як створити середовище, де безмежна творчість й продуктивність є нормою.[1]

## Відгуки про книгу
«Бенджамін Гарді - один з кращих знавців теми благополуччя й продуктивності», - Аріанна Хаффінгтон, головний редактор «The Huffington Post»
«Змінити своє середовище - змінити своє життя. Книга Бена Харді є рецептом досконалості й містить приховані ключі до успіху». - Раян Голідей, американський бізнесмен, маркетолог
«Ця книга допоможе вам досягти більше за менший термін, ніж будь-яка інша книга - шляхом зміни сприйняття вашої власної впевненості та особистої відданості». - BuzzFeed, нью-йоркська новинна інтернет медіа-компанія

## Переклад українською
- Бенджамін Гарді. Не примушуй себе. Альтернатива силі волі / пер. Наталія Валевська. — К.: Наш Формат, 2019. — ISBN 978-617-7682-44-7.